# Braga Open 2022
Il Braga Open 2022 è stato un torneo maschile tennis professionistico. È stata la 4ª edizione del torneo, facente parte della categoria Challenger 80 nell'ambito dell'ATP Challenger Tour 2022, con un montepremi di 45 730 €. Si è svolto dal 19 al 25 settembre 2022 sui campi in terra rossa del Clube Ténis Braga di Braga, in Portogallo.

## Partecipanti

### Teste di serie
| Nazionalità | Giocatore          | Ranking* | Testa di serie |
| ----------- | ------------------ | -------- | -------------- |
| Portogallo  | Nuno Borges        | 93       | 1              |
| Spagna      | Carlos Taberner    | 121      | 2              |
| Italia      | Franco Agamenone   | 147      | 3              |
| Francia     | Alexandre Müller   | 148      | 4              |
| Francia     | Manuel Guinard     | 149      | 5              |
| Rep. Ceca   | Vít Kopřiva        | 151      | 6              |
|             | Aleksandr Ševčenko | 166      | 7              |
| Francia     | Benoît Paire       | 176      | 8              |

* Ranking al 12 settembre 2022.

### Altri partecipanti
I seguenti giocatori hanno ricevuto una wild card per il tabellone principale:
- Pedro Araújo
- Gonçalo Oliveira
- Duarte Vale

I seguenti giocatori sono passati dalle qualificazioni:
- Imanol López Morillo
- Nicolas Moreno de Alboran
- Ugo Blanchet
- Jeremy Jahn
- Pablo Llamas Ruiz
- Javier Barranco Cosano

Il seguente giocatore è entrato in tabellone come lucky loser:
- Duje Ajduković

## Campioni

### Singolare
Nicolas Moreno de Alboran ha sconfitto in finale  Matheus Pucinelli de Almeida con il punteggio di 6–2, 6–4.

### Doppio
Vít Kopřiva  /  Jaroslav Pospíšil hanno sconfitto in finale  Jeevan Nedunchezhiyan /  Christopher Rungkat con il punteggio di 3–6, 6–3, [10–4].